# Diatel
Diatel A/S var et dansk netværksforum, der blev startet i slutningen af 1993, før det internetbaserede WWW havde nogen betydning i Danmark. 
Diatel var et lukket netværk, hvor brugerne skulle kalde op via modem og logge på. Derefter var der adgang til en række services, herunder e-post, home-banking (Girobank), diskussionsfora. Systemet var i starten plaget af mange tekniske vanskeligheder.
Diatel nåede aldrig det antal brugere, der kunne gøre det attraktiv for udbydere eller det antal udbydere, der kunne gøre det attraktiv for brugerne. Største aktiv var utvivlsomt Girobanks home-banking-system, der var det første i Danmark. Da Girobank trak deres banksystem ud af Diatel, var Diatels rolle i realiteten udspillet.
Diatel havde imidlertid en vigtig rolle som et velordnede og trygge rammer for netværksbegyndere i en tid, hvor Internettet var uprøvet, utrygt, nørdet og praktisk taget uden danske websteder.
Diatel var ejet af Kommunedata, Tele Danmark (oprindeligt Jydsk Telefon) og GiroBank i fællesskab.
Ved udgangen af 1995 meddelte Diatel at firmaet standsede sin virksomhed. Herefter arbejdede Tele Danmark kun med internetløsninger.